# ATP Prague Open
Prague Open – męski turniej tenisowy wchodzący w skład rozgrywek ATP World Tour rozgrywany na nawierzchni ziemnej w Pradze w latach 1987-1999.

## Mecze finałowe

### gra pojedyncza mężczyzn
| Rok  | Zwycięzca             | Finalista              | Wynik            |
| 1999 | Dominik Hrbatý        | Ctislav Doseděl        | 6:2, 6:2         |
| 1998 | Fernando Meligeni     | Ctislav Doseděl        | 6:1, 6:4         |
| 1997 | Cédric Pioline        | Bohdan Ulihrach        | 6:2, 5:7, 7:6(4) |
| 1996 | Jewgienij Kafielnikow | Bohdan Ulihrach        | 7:5, 1:6, 6:3    |
| 1995 | Bohdan Ulihrach       | Javier Sánchez         | 6:2, 6:2         |
| 1994 | Sergi Bruguera        | Andrij Medwediew       | 6:3, 6:4         |
| 1993 | Sergi Bruguera        | Andriej Czesnokow      | 7:5, 6:4         |
| 1992 | Karel Nováček         | Franco Davín           | 6:1, 6:1         |
| 1991 | Karel Nováček         | Magnus Gustafsson      | 7:6(5), 6:2      |
| 1990 | Jordi Arrese          | Nicklas Kulti          | 7:6, 7:6         |
| 1989 | Marcelo Filippini     | Horst Skoff            | 7:5, 7:6         |
| 1988 | Thomas Muster         | Guillermo Pérez Roldán | 6:4, 5:7, 6:2    |
| 1987 | Marián Vajda          | Tomáš Šmíd             | 6:1, 6:2         |

### gra podwójna mężczyzn
| Rok  | Zwycięzcy                          | Finaliści                          | Wynik         |
| 1999 | Martin Damm Radek Štěpánek         | Mark Keil Nicolás Lapentti         | 6:0, 6:2      |
| 1998 | Wayne Arthurs Andrew Kratzmann     | Fredrik Bergh Nicklas Kulti        | 6:1, 6:1      |
| 1997 | Mahesh Bhupathi Leander Paes       | Petr Luxa David Škoch              | 6:1, 6:1      |
| 1996 | Jewgienij Kafielnikow Daniel Vacek | Luis Lobo Javier Sánchez           | 6:3, 6:7, 6:3 |
| 1995 | Libor Pimek Byron Talbot           | Jiří Novák David Rikl              | 7:5, 1:6, 7:6 |
| 1994 | Karel Nováček Mats Wilander        | Tomáš Krupa Pavel Vízner           | walkower      |
| 1993 | Hendrik Jan Davids Libor Pimek     | Jorge Lozano Jaime Oncins          | 6:3, 7:6      |
| 1992 | Karel Nováček Branislav Stankovič  | Jonas Björkman Jon Ireland         | 7:5, 6:1      |
| 1991 | Vojtěch Flégl Cyril Suk            | Libor Pimek Daniel Vacek           | 6:4, 6:2      |
| 1990 | Vojtěch Flégl Daniel Vacek         | George Cosac Florin Segărceanu     | 5:7, 6:4, 6:3 |
| 1989 | Jordi Arrese Horst Skoff           | Petr Korda Tomáš Šmíd              | 6:4, 6:4      |
| 1988 | Petr Korda Jaroslav Navrátil       | Thomas Muster Horst Skoff          | 7:5, 7:6      |
| 1987 | Miloslav Mečíř Tomáš Šmíd          | Stanislav Birner Jaroslav Navrátil | 6:3, 6:7, 6:3 |